# Luis Alí
Luis Alberto Alí Vega, noto semplicemente come Luis Alí (La Paz, 17 aprile 1994), è un calciatore boliviano, attaccante del Real Tomayapo.

## Statistiche

### Cronologia presenze e reti in nazionale
| Cronologia completa delle presenze e delle reti in nazionale ― Bolivia | Cronologia completa delle presenze e delle reti in nazionale ― Bolivia | Cronologia completa delle presenze e delle reti in nazionale ― Bolivia | Cronologia completa delle presenze e delle reti in nazionale ― Bolivia | Cronologia completa delle presenze e delle reti in nazionale ― Bolivia | Cronologia completa delle presenze e delle reti in nazionale ― Bolivia | Cronologia completa delle presenze e delle reti in nazionale ― Bolivia | Cronologia completa delle presenze e delle reti in nazionale ― Bolivia |
| Data                                                                   | Città                                                                  | In casa                                                                | Risultato                                                              | Ospiti                                                                 | Competizione                                                           | Reti                                                                   | Note                                                                   |
| ---------------------------------------------------------------------- | ---------------------------------------------------------------------- | ---------------------------------------------------------------------- | ---------------------------------------------------------------------- | ---------------------------------------------------------------------- | ---------------------------------------------------------------------- | ---------------------------------------------------------------------- | ---------------------------------------------------------------------- |
| 2-6-2017                                                               | Managua                                                                | Nicaragua                                                              | 0 – 1                                                                  | Bolivia                                                                | Amichevole                                                             | -                                                                      | 46’ 65’                                                                |
| 7-6-2017                                                               | Yacuíba                                                                | Bolivia                                                                | 3 – 2                                                                  | Nicaragua                                                              | Amichevole                                                             | -                                                                      | 82’                                                                    |
| 28-5-2018                                                              | Chester                                                                | Stati Uniti                                                            | 3 – 0                                                                  | Bolivia                                                                | Amichevole                                                             | -                                                                      |                                                                        |
| 7-6-2018                                                               | Innsbruck                                                              | Corea del Sud                                                          | 0 – 0                                                                  | Bolivia                                                                | Amichevole                                                             | -                                                                      | 62’                                                                    |
| 7-6-2018                                                               | Graz                                                                   | Serbia                                                                 | 5 – 1                                                                  | Bolivia                                                                | Amichevole                                                             | -                                                                      | 63’                                                                    |
| Totale                                                                 |                                                                        | Presenze                                                               | 5                                                                      |                                                                        | Reti                                                                   | 0                                                                      |                                                                        |